# Cha-La Head-Cha-La
 (mai 2024).
Singles de Hironobu Kageyama
Soldier Dream
(1988) Chōjin Sentai Jetman
(1991)
Cha-La Head-Cha-La (チャラ・ヘッチャラ, Chara Hetchara) est le thème d'ouverture de l'anime Dragon Ball Z et le 15e single du chanteur Hironobu Kageyama. La chanson a été publiée en format vinyle, cassette audio et en Mini CD le 1er mai 1989 au Japon uniquement. Le single contient le premier thème de Dragon Ball Z de clôture Detekoi Tobikiri Zenkai Power!, interprété par Manna.
La chanson a ouvert pour les 200 premiers épisodes de la série télévisée. Le titre a été ré-enregistré dans plusieurs autres langues dont une version anglaise interprétée par Hironobu Kageyama lui-même et publiée sur sa troisième compilation Hironobu Kageyama Best Album 3: Mixture.

## Apparition du titre
- Dragon Ball Z CHA-LA HEAD-CHA-LA (CD Single)
- Dragon Ball Z Hitto Kyokushû 01 à 15
- Toriyama Akira The World
- Dragon Ball Z Ongakushû 1
- Dragon Ball Z Ongakushû 2
- Dragon Ball Z Bukkun CD Shirîzu
- Dragon Ball Z The Best Selections
- Dragon Ball & Dragon Ball Z Daizenshû
- Dragon Ball Z Best Song Collection Legend Of Dragon world
- Dragon Ball Z CHA-LA HEAD-CHA-LA 2005 ver.
- Dragon Ball Z Complete Song Collections 1 à 3
- Dragon Ball Z Koro-chan Pack
- Dragon Ball Z BGM Collection
- Dragon Ball Z Complete Song Collection Box Saikyô Onban Densetsu

## Liste des titres
| No | Titre                          | Paroles           | Musique       | Arrangements   | Durée |
| -- | ------------------------------ | ----------------- | ------------- | -------------- | ----- |
| 1. | Cha-La Head-Cha-La             | Yukinojo Mori     | Chiho Kiyooka | Kenji Yamamoto | 3:20  |
| 2. | Detekoi Tobikiri ZENKAI Pawâ ! | Toshihisa Arakawa | Takeshi Ike   | Kenji Yamamoto | 3:29  |

## Version 2005
Kageyama a été rappelé en 2005 pour enregistrer une nouvelle version de Cha-La Head Cha-La, intitulée Cha-La Head-Cha-La (2005 Ver.). Le single a été publié avec une nouvelle version de We Gotta Power, intitulée également We Gotta Power (2005 Ver.) et toujours interprétée par Kageyama. Le single a été classé à la 118e position dans les charts japonais. Le solo de guitare de We Gotta Power (2005 Ver.) y a été modifié.

### Liste des titres
| No | Titre                                        | Durée |
| -- | -------------------------------------------- | ----- |
| 1. | Cha-La Head-Cha-La (2005 Ver.)               | 4:14  |
| 2. | We Gotta Power (2005 Ver.)                   | 3:54  |
| 3. | Cha-La Head-Cha-La (DJ Dr.Knob Remix)        | 5:09  |
| 4. | We Gotta Power (Yuki Nakano Remix)           | 4:42  |
| 5. | Cha-La Head-Cha-La (mobi[le-re]make version) | 4:19  |
| 6. | Cha-La Head-Cha-La (2005 ver. Instrumental)  | 4:14  |
| 7. | We Gotta Power (2005 ver. Instrumental)      | 3:54  |

## Version 2013 par FLOW
En 2013, le groupe FLOW (connu notamment pour avoir fait les génériques GO!!!, Re:member et Sign de Naruto) reprend la chanson de Kageyama pour le film Dragon Ball Z: Battle of Gods.